# 桑德斯洛 (阿肯色州)
桑德斯洛（英語：Sand Slough）是位於美國阿肯色州聖弗朗西斯縣的一個非建制地區。該地的面積和人口皆未知。

## 地理
桑德斯洛的座標為35°07′55″N 90°26′41″W / 35.13194°N 90.44472°W，而該地的平均海拔高度為米（即英尺）。